# Maurice Boissais
Maurice Boissais est un écrivain français, lauréat du Prix Interallié en 1954.

## Œuvre
- 1947 : Sous les mirabelliers,  Editions de l'amitié (recueil de contes lorrains)
- 1954 : Le Goût du péché, Julliard, Prix Interallié.